# Adelaide Botanic Garden

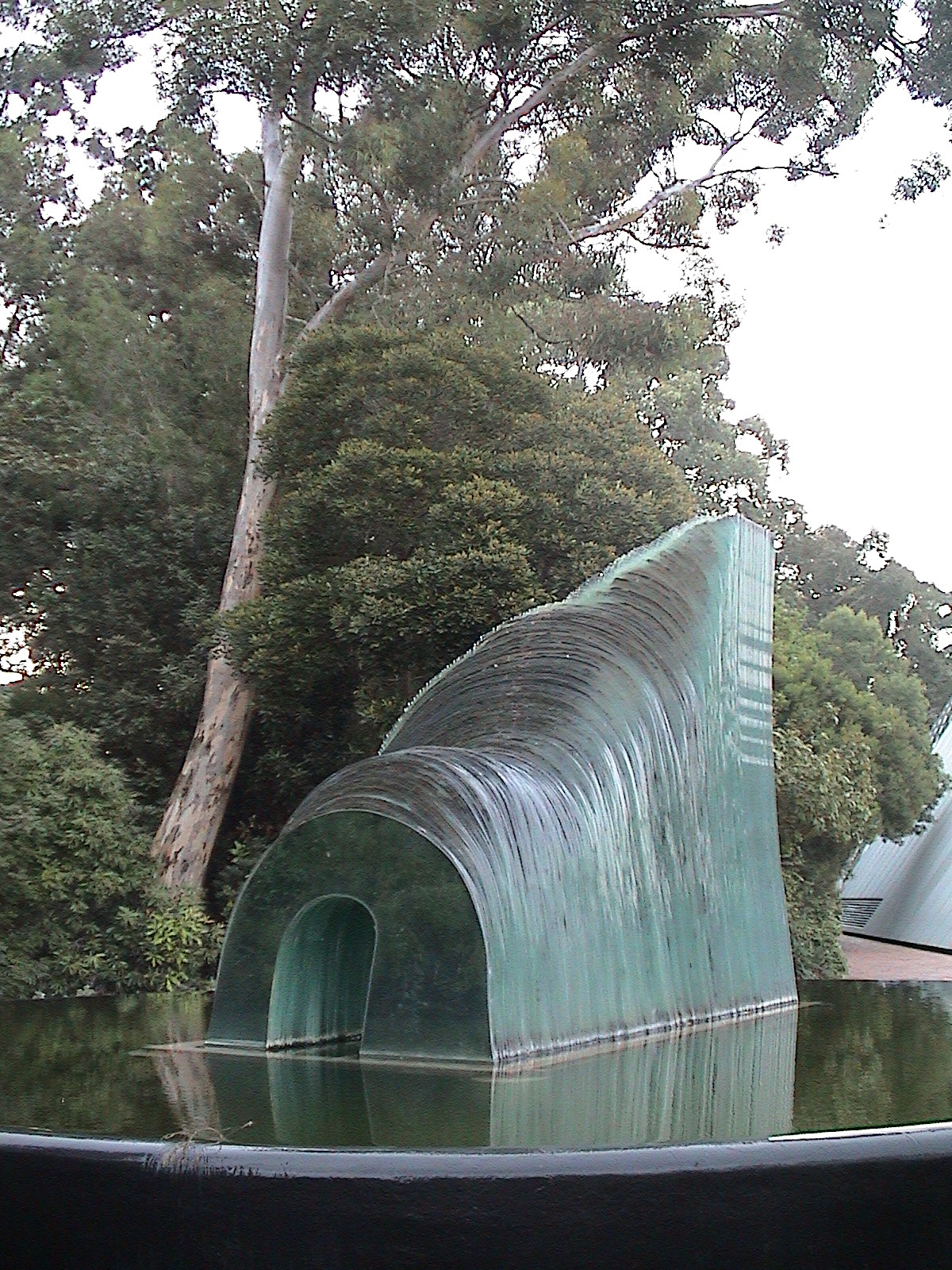
Adelaide Botanic Gardens, skleněná skulptura

Adelaide Botanic Garden je 125-akr (51 ha) veřejná zahrada v severovýchodní oblasti středu města Adelaide, v Adelaide Park Lands, v Austrálii. Zahrnuje oplocenou zahradu na North Terrace (mezi Royal Adelaide Hospital a National Wine Centre) a za ním Botanic Park (vedle Adelaide Zoo). Adelaide Botanic Garden, společně s Wittunga a Mt Lofty Botanic Gardens, jsou tři botanické zahrady města Adelaide.

## Palm house

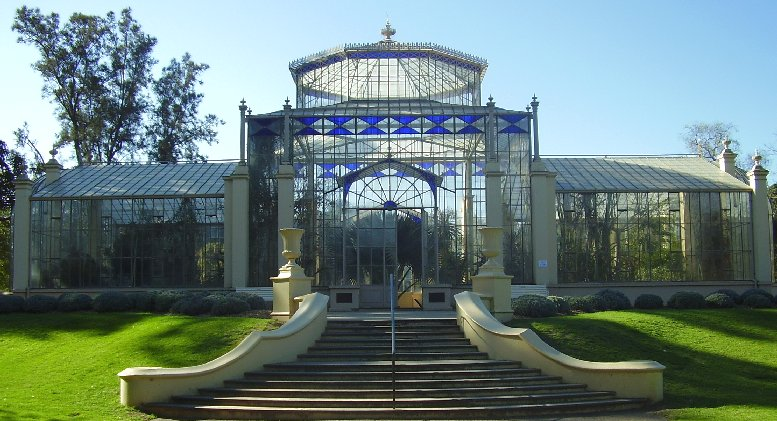
Palm (nebo Tropical) House, vstup

Palm, nebo Tropical House je skleník vytvořený stylu viktoriánské architektury a nachází se na západ od hlavního jezera. Bylo dovezen z Brém v Německu, v roce 1875. Byl otevřen v roce 1877 a obnoven v roce 1995. V roce 2007 zde byla vytvořena sbírka Madagaskarské aridní flóry.

## Rose garden

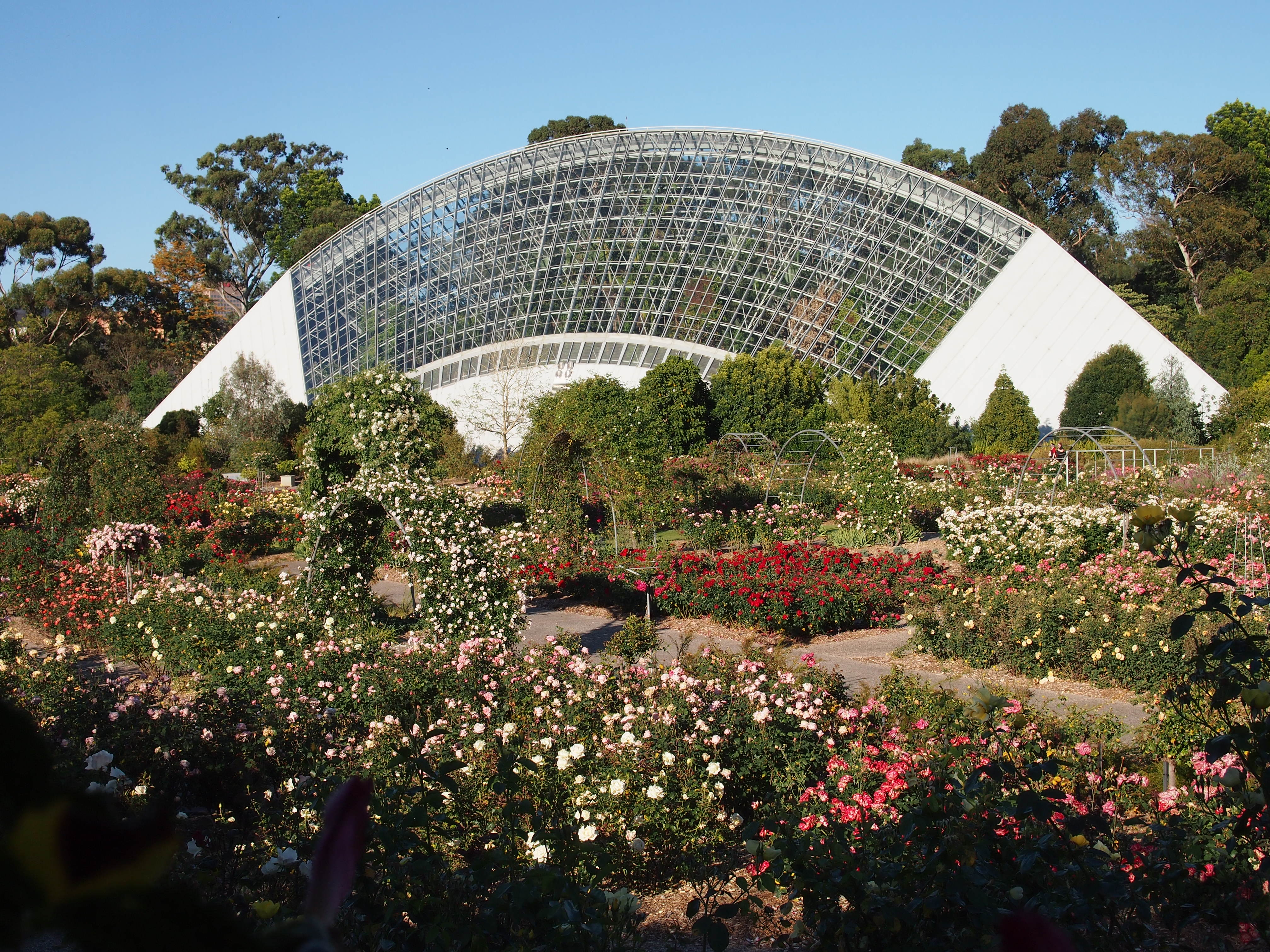
Pohled na Rose garden brzy zrána.

Založena v roce 1996, National Rose Trial Garden je první zahradou svého druhu v Austrálii, kde jsou růže testovány na jejich vhodnost pro australské podnebí. Zahrada má joint venture mezi Botanickou zahradou v Adelaide a Národní Rose Trial společnosti Austrálie a pěstiteli růží. Byla postavena na části bývalé vozovny Hackney Depot. Růže jsou zasazeny ve skupinách, jako jsou růže typu noisette, bourbon růže, čajové růže, popínavé a atp. Hodnocení je prováděno více než po dvě vegetační období a se všemi rostlinami je stejně zacházeno. Růže jsou posuzovány porotou 10 zkušených pěstitelů růží, kteří je hodnotí a přidělují body po dvě vegetační období. Výsledky se vyhlašují na konci studie a nejúspěšnější růže obdrží cenu.
V Adelaide v roce 2004, Sir Cliff Richard zasadil růži s názvem "Sir Cliff Richard ' v Rose garden, obklopený malou skupinou fanoušků a nadšených pěstitelů růží. Prodejrůží podporuje nadaci Bone Growth Foundation.

## Goodmanova budova a Jihoaustralský státní herbář
Správní sídlo botanické zahrady se nachází v historické Goodmanově budově postavené v roce 1909 jako sídlo Městské tramvajové správy, Přilehlá tramvajová vozovna byla přestavěna na státní herbář.